# Philaenus onsenjiana
Philaenus onsenjiana är en insektsart som först beskrevs av Matsumura 1942.  Philaenus onsenjiana ingår i släktet Philaenus och familjen spottstritar. Inga underarter finns listade i Catalogue of Life.